# 六朝
六朝指在建康（建業）建都的中國南方六王朝的统称，包括孫吳、东晋、刘宋、南齐、南朝梁、南朝陈。源于唐代許嵩在《建康實錄》中的记载。江左六朝与汉、魏合称「汉魏六朝」，或与秦、汉合称「秦汉六朝」。六朝时代开始于孫吴对南方的经营，结束于隋文帝南北统一，与魏晋南北朝时代大致重叠。

## 文化
六朝诗是中国诗歌史上的一个重要时期，摆脱了建安文學慷慨悲凉的风格，注重对形式美的追求，为唐诗的多样化做出铺垫。
六朝志怪小说的盛行，源于时局动荡，社会现实残酷，人们开始关注神魔志怪故事和宗教神话传说，以寻求精神寄托。

## 宗教
六朝时代，谶纬中的阴阳五行終始理论在多次王朝更替中得到广泛发展，对儒教正统观念产生深远影响。魏朝王弼在否定五行说和谶纬说的立场上，对经书进行注解，为之后晋朝及南朝所接受。而北朝则沿袭了郑玄的注解，以至经学产生了南北差异。王弼和何晏基于无为思想的清談，被认为是“正始之音”。竹林七贤通过思想与文学上的实践，进一步推动了这一进程，至后来郭象的思想成为玄学的成熟形态。佛教在六朝（同时在北朝）得到蓬勃发展，由清談对佛教理论的吸收而广泛被民众所接受。葛洪撰写《抱朴子》宣扬长生修炼，被南朝梁陶弘景所继承，形成了上清派。而北方的寇谦之吸收了佛教教理开创了新天师道。